# 笹沼明広
笹沼 明広（ささぬま あきひろ、1987年7月17日 - ）は、栃木県矢板市出身の元プロ野球選手（捕手）。右投右打。プロでは育成選手であった。

## 経歴
矢板市立矢板中学校時代は、軟式野球部に所属。
作新学院高時代は、2年時の春に第76回選抜高等学校野球大会に出場。初戦の岡山城東高戦では、6番・右翼手としてスタメン起用されるも0-3で敗退。3年時は主に一塁手として起用され、春は関東地区高等学校野球大会で同校32年振りの優勝を達成。夏は、栃木大会ベスト8で敗退した。
高校卒業後は、関甲新学生野球連盟に加盟する作新学院大学に進学し、捕手としてプレー。1年時から中軸を務める。3年時の秋に指名打者、4年時の春に捕手としてベストナインに選出されている。プロ志望届を提出したが指名漏れとなった。
大学卒業後は、社会人野球の全足利クラブに入団し、足利印刷で勤務しながら野球を続ける。1年目の2010年から、公式戦に出場。同年の第35回全日本クラブ野球選手権大会では、初戦の新日鐵大分ベースボールクラブ戦で5番・指名打者で起用されたが3打数ノーヒットに終わり、チームも2-3で敗退した。第81回都市対抗野球大会では、北関東2次予選で敗退。
2年目の2011年、第82回都市対抗野球大会では、北関東2次予選の日立製作所戦で本塁打を含む3安打を放つも5-6で敗退した。
2011年10月27日、プロ野球ドラフト会議で福岡ソフトバンクホークスから育成6位指名を受けた。作新学院大学出身者としては初のNPB入りとなった。
2014年、10月5日に一軍出場がないまま球団から戦力外通告を受けた。10月31日、自由契約公示された。12月18日にブルペン担当（三軍）に就任することが発表された。2016年のある三軍戦では、野手が足りないチーム事情から他のブルペン担当と共に試合に出場したことがある。

## 詳細情報

### 年度別打撃成績
- 一軍公式戦出場なし

### 背番号
- 137 （2012年 - 2014年）
- 105 （2015年 - ） ※ブルペン捕手